# Caradon
Caradon è stato un distretto locale della Cornovaglia, Inghilterra, Regno Unito, con sede a Liskeard.
Il distretto fu creato con il Local Government Act 1972, il 1º aprile, 1974 dalla fusione dei municipal borough di Liskeard e Saltash con i distretti urbani di Looe e Torpoint e il Distretto rurale di Liskeard e St Germans. È stato abolito nel 2009 con le modifiche alla suddivisione amministrativa in Inghilterra.
Deve il suo nome alle Caradon Hill, principale elemento naturale dell'area.

## Parrocchie civili
- Antony
- Boconnoc
- Botusfleming
- Broadoak
- Callington
- Calstock
- Deviock
- Dobwalls and Trewidland
- Duloe
- Landrake with St Erney
- Landulph
- Lanreath
- Lansallos
- Lanteglos-by-Fowey
- Linkinhorne
- Liskeard
- Looe
- Maker-with-Rame
- Menheniot
- Millbrook
- Morval
- Pelynt
- Pillaton
- Quethiock
- Saltash
- Sheviock
- South Hill
- St Cleer
- St Dominick
- St Germans
- St Ive
- St John
- Saint Keyne
- St Martin-by-Looe
- St Mellion
- St Neot
- St Pinnock
- St Veep
- St Winnow
- Torpoint
- Warleggan